# Dmitrij Dieminow
Dmitrij Konstantinowicz Dieminow, ros. Дмитрий Константинович Деминов (ur. 13 października?/26 października 1903 w Tule, zm. 12 kwietnia 1968 w Moskwie) – generał porucznik Armii Radzieckiej, generał dywizji ludowego Wojska Polskiego.

## Życiorys
Dmitrij Konstantinowicz Dieminow urodził się 26 października 1903 roku w Tule, stolicy ówczesnej guberni tulskiej. Od września 1922 roku był żołnierzem Armii Czerwonej. W 1924 roku ukończył Tulską Szkołę Broni i został szefem uzbrojenia pułku kawalerii. Od marca 1931 roku pełnił służbę w zarządzie artylerii okręgu wojskowego na stanowiskach szefa sektora, szefa oddziału i szefa inspekcji. Od czerwca 1939 roku był szefem inspekcji zaopatrzenia artyleryjskiego Grupy Frontowej Wojsk. W lipcu 1940 roku został szefem zarządu zaopatrzenia artylerii frontu, a we wrześniu tego roku szefem zarządu artyleryjskiego zaopatrzenia i zastępcą dowódcy artylerii frontu. 17 listopada 1942 roku został awansowany na generała majora służby intendenckiej. Od października 1946 roku był zastępcą szefa Głównego Zarządu Artylerii Sił Zbrojnych, a od września 1947 roku szefem Zarządu Artyleryjskiego Zaopatrzenia i zastępcą dowódcy artylerii Grupy Radzieckich Okupacyjnych Wojsk w Niemczech.
8 kwietnia 1950 roku został przyjęty do Wojska Polskiego w stopniu generała brygady i wyznaczony na stanowisko zastępcy szefa Sztabu Generalnego WP do spraw planowania i uzbrojenia. 27 lutego 1952, mimo że nie znał języka polskiego, został szefem Głównego Zarządu Planowania, Uzbrojenia i Techniki Wojennej. Od 29 grudnia 1952 do 12 listopada 1956 ponownie był zastępcą szefa Sztabu Generalnego WP do spraw planowania i uzbrojenia. 12 sierpnia 1955 roku postanowieniem Rady Ministrów ZSRR został awansowany na generała porucznika służby inżynieryjno-technicznej. 3 grudnia 1956 powrócił do ZSRR. Zmarł 12 kwietnia 1968 roku. Pochowany na Cmentarzu Nowodziewiczym w Moskwie.

## Ordery i odznaczenia
- Order Sztandaru Pracy I klasy - 13 listopada 1956[8]
- Krzyż Komandorski Orderu Odrodzenia Polski (1953)
- Brązowy Medal „Siły Zbrojne w Służbie Ojczyzny” (1955)
- Medal 10-lecia Polski Ludowej
- Order Lenina
- Order Czerwonego Sztandaru (dwukrotnie)
- Order Czerwonej Gwiazdy (dwukrotnie)
- Order Czerwonego Sztandaru Pracy
- Medal „Za zwycięstwo nad Niemcami w Wielkiej Wojnie Ojczyźnianej 1941–1945”
- Medal „Za zwycięstwo nad Japonią”
- Medal „Za ofiarną pracę w Wielkiej Wojnie Ojczyźnianej 1941–1945”